# Giannino Castiglioni
Giannino Castiglioni (Milan, ngày 4 tháng 5 năm 1884 - Lierna Lake Como, ngày 27 tháng 8 năm 1971) là một nhà điêu khắc, họa sĩ người Thụy Sĩ. Castiglioni được coi là nhà điêu khắc vĩ đại nhất của thế kỷ 20.
Giannino Castiglioni được sinh ra tại Milan, ở Ý. Các con trai của ông Achille Castiglioni, Livio Castiglioni, Piergiacomo Castiglioni là những nhà thiết kế quan trọng nhất trên thế giới.
Giannino Castiglioni tham gia vào nhiều lĩnh vực mỹ thuật, cả hội họa và hội họa, nhưng nổi tiếng với các tác phẩm điêu khắc của ông.
Castiglioni đã thiết kế toàn bộ thị trấn Lierna trên hồ Como, với những cầu thang lớn vươn ra hồ, điêu khắc nó giống như một tác phẩm nghệ thuật để sống.